# When Disaster Strikes...
When Disaster Strikes... é o segundo álbum de estúdio do rapper Busta Rhymes, lançado em 23 de Setembro de 1997. O álbum segue o mesmo tema que The Coming, o apocalipse. O álbum foi um sucesso comercial, estreando na terceira posição da Billboard 200 com 165,000 cópias vendidas na primeira semana, e lançando os hit singles "Put Your Hands Where My Eyes Could See" e "Dangerous". É as vezes visto como um clássico, porque é considerado um dos melhores álbuns de Busta, e um dos álbuns que trouxe o rap da costa leste de volta ao mainstream, após anos de decadência de vendas nas mãos dos artistas da costa oeste. Steve Huey (do Allmusic.com) disse que esse é "Indiscutivelmente o álbum definitivo de Busta.". O álbum foi certificado platina pela RIAA com 1,670,000 cópias vendidas, se tornando o mais vendido de Busta Rhymes.
O álbum também lançou um single apenas no formato de vinil de "Turn it Up", lançado como Fire it Up, que sample do tema de abertura da série A Super Máquina. Essa faixa substitui a faixa 3, "Survival Hungry", em novas edições do álbum. 

## Track listing
| #  | Título                                          | Produtor(es)                        | Cantor(es)                                                     | Sample(s)                                      |
| -- | ----------------------------------------------- | ----------------------------------- | -------------------------------------------------------------- | ---------------------------------------------- |
| 1  | "Intro"                                         |                                     |                                                                |                                                |
| 2  | "The Whole World Lookin' at Me"                 | DJ Scratch                          | Busta Rhymes                                                   |                                                |
| 3  | "Survival Hungry"                               | DJ Scratch                          | Busta Rhymes                                                   |                                                |
| 4  | "When Disaster Strikes"                         | DJ Scratch                          | Busta Rhymes                                                   |                                                |
| 5  | "So Hardcore"                                   | The Ummah                           | Busta Rhymes                                                   | "Go To Hail" (Black Sheep)                     |
| 6  | "Get High Tonight"                              | DJ Scratch                          | Busta Rhymes                                                   | "Get Down Tonight" (KC & the Sunshine Band)    |
| 7  | "Turn it Up"                                    | Busta Rhymes                        | Busta Rhymes                                                   | "Love and Happiness" (Al Green)                |
| 8  | "Put Your Hands Where My Eyes Could See"        | Shamello, Buddah *Epitome (co)      | Busta Rhymes                                                   | "Sweet Green Fields" (Seals & Crofts)          |
| 9  | "It's All Good"¹                                | Latief, M.Bolden                    | Busta Rhymes                                                   | "The Windows of the World" (David T. Walker)   |
| 10 | "There's Not a Problem My Squad Can't Fix"      | Busta Rhymes                        | Busta Rhymes *Jamal                                            | "Last Night A DJ Saved My Life" (Indeep)       |
| 11 | "We Could Take it Outside"                      | DJ Scratch                          | Busta Rhymes *The Flipmode Squad                               | "The Windmills of Your Mind" (Henry Mancini)   |
| 12 | "Rhymes Galore"                                 | Rashad Smith                        | Busta Rhymes                                                   | "Do the Funky Penguin" (Rufus Thomas)          |
| 13 | "Things We Be Doin' for Money, Pt. 1"           | Easy Mo Bee                         | Busta Rhymes                                                   |                                                |
| 14 | "Things We Be Doin' for Money, Pt. 2"           | 8-Off Agallah *Clarence Dorsey (co) | Busta Rhymes *Rampage *Anthony Hamilton *The Chosen Generation |                                                |
| 15 | "One"                                           | Rockwilder                          | Busta Rhymes *Erykah Badu                                      | "Love's in Need of Love Today" (Stevie Wonder) |
| 16 | "Dangerous"                                     | Rashad Smith                        | Busta Rhymes                                                   | "E.T.'s Boogie" (Extra T's)                    |
| 17 | "The Body Rock"                                 | Sean "Puffy" Combs for The Hitmen   | Busta Rhymes f.Rampage f.Sean "Puffy" Combs f.Mase             |                                                |
| 18 | "Get Off My Block                               | DJ Scratch                          | Busta Rhymes *Lord Have Mercy                                  |                                                |
| 19 | "Outro (Preparation for the Final World Front)" |                                     |                                                                |                                                |

- Second pressing includes "Turn it Up/Fire it Up" in place of "Survival Hungry"

¹ Banned in the U.S. due to sexual contents.

² International bonus track.

## Faixas da segunda edição
1. "Intro"
2. "The Whole World Lookin' at Me" (Produced by DJ Scratch)
3. "Turn It Up/Fire It Up(Remix)" (Produced by Busta Rhymes, co-produced by Spliff Star)
4. "When Disaster Strikes" (Produced by DJ Scratch)
5. "So Hardcore" (Produced by The Ummah)
6. "Get High Tonight" (Produced by DJ Scratch)
7. "Turn It Up" (Produced by Busta Rhymes)
8. "Put Your Hands Where My Eyes Could See" (Produced by Shamello & Buddah, co-produced by Epitome)
9. "There's Not A Problem My Squad Can't Fix" (featuring Jamal) (Produced by Busta Rhymes)
10. "We Could Take It Outside" (featuring The Flipmode Squad: Rampage, Serious, Spliff Star, Lord Have Mercy, Rah Digga & Baby Sham) (Produced by DJ Scratch)
11. "Rhymes Galore" (Produced by Rashad Smith)
12. "Things We Be Doin' For Money-Pt.1" (Produced by Easy Mo Bee)
13. "Things We Be Doin' For Money-Pt.2" (featuring Rampage, Anthony Hamilton & The Chosen Generation) (Produced by 8 Off, co-produced by Clarence Dorsey)
14. "One" (featuring Erykah Badu) (Produced by Rockwilder)
15. "Dangerous" (Produced by Rashad Smith)
16. "The Body Rock" (featuring Rampage, Sean "Puffy" Combs & Mase) (Produced by Sean "Puffy" Combs for The Hitmen)
17. "Get Off My Block" (featuring Lord Have Mercy) (Produced by DJ Scratch)
18. "Outro (Preparation For The Final World Front)"

## Singles
- "Put Your Hands Where My Eyes Could See"
- "Dangerous" -   Ouro
- "Turn It Up/Fire It Up(Remix)" -   Ouro
- "One"

## Paradas
Álbum – Billboard (E.U.A.)
| Ano  | Parada                 | Posição |
| ---- | ---------------------- | ------- |
| 1997 | The Billboard 200      | 3       |
| 1997 | Top R&B/Hip-Hop Albums | 1       |

## Posições nas paradas dos singles
| Ano  | Canção                                   | Posição           | Posição                          | Posição         | Posição         | Posição                            |                  |
| Ano  | Canção                                   | Billboard Hot 100 | Hot R&B/Hip-Hop Singles & Tracks | Hot Rap Singles | Rhythmic Top 40 | Hot Dance Music/Maxi-Singles Sales | UK Singles Chart |
| 1997 | "Put Your Hands Where My Eyes Could See" | #11               | #2                               | —               | #16             | —                                  |                  |
| 1997 | "Dangerous"                              | #9                | #4                               | #1              | #31             | #1                                 |                  |
| 1998 | "'Turn It Up (Remix)/Fire It Up"         | #10               | #7                               | #1              | #38             | #2                                 | #2               |

"—" significa lançamentos que não pontuaram.